# Tetramethylarsonium
Tetramethylarsonium ist ein organisches Kation und eine Arsenverbindung. Es ist strukturell zu Tetramethylammonium und kommt in Meereslebewesen vor. Da nicht genau bekannt ist, mit welchen Gegenionen es natürlich auftritt, sind die Angaben in nebenstehender Infobox überwiegend für Tetramethylarsoniumiodid.

## Vorkommen

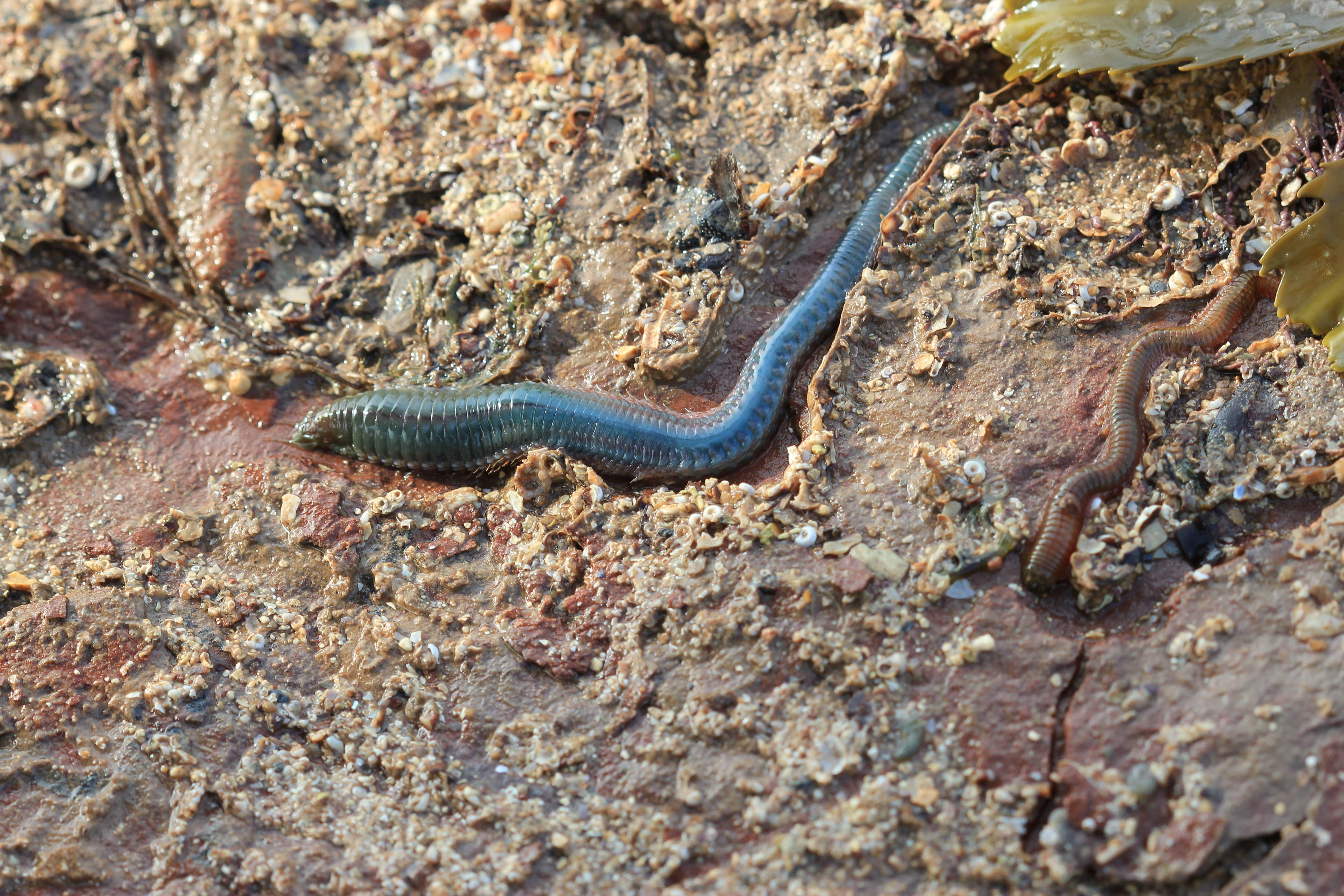
Nereis diversicolor (links) und Nereis virens (rechts) auf Helgoland

Tetramethylarsonium ist neben Arsenobetain, Arsenocholin und Trimethylarsinoxid eine Form von organischem Arsen, die in marinen Lebewesen vorkommt. Mit welchen Gegenionen es typischerweise auftritt ist nicht genau bekannt. Das Ion wurde beispielsweise in Meretrix lusoria (Familie Venusmuscheln) nachgewiesen. Vielborster der Gattung Nereis (N. diversicolor und N. virens) können Arsenat durch Methylierung metabolisieren, wodurch Tetramethylarsonium gebildet wird. Reiskörner mit erhöhtem Gehalt an Arsen enthalten dieses ebenfalls teilweise als Tetramethylarsonium.

## Toxikologie
Tetramethylarsonium ist giftig, in einer Studie an Mäusen mit Tetramethylarsoniumiodid wurden als LD50 890 mg pro Kilogramm Körpergewicht (peroral), 175 mg (intraperitoneal) und 82 mg (intravenös) ermittelt. Im Vergleich mit Tetramethylammoniumchlorid ist die Toxizität deutlich geringer (zum Vergleich wurde auf die Molmasse für Tetratmethylarsoniumchlorid umgerechnet). Vergiftungssymptome umfassten Vasodilation, Atemdepression und Tremor. Das Tetramethylarsonium wurde dabei unverändert über den Urin ausgeschieden.